# Ypsilanti (Michigan)
Pour les articles homonymes, voir Ypsilanti.
Ypsilanti (en anglais [ˌɪpsɨˈlænti], souvent prononcé à tort ˌjɪpsɨˈlænti]) est une ville de l’État du Michigan, dans le nord-est des États-Unis. La commune comptait 19 435 habitants lors du recensement de 2010. Ypsilanti se trouve 10 km à l'est d'Ann Arbor et 56 km à l'ouest de Detroit. La ville est plus connue comme le siège de l'université d'Eastern Michigan. 
Le centre géographique d'Ypsilanti est l'intersection de la rivière Huron et Michigan Avenue. 

## Histoire

### Origine
Ypsilanti était initialement un poste de traite fondé en 1809 par Gilbert Godfroy, un commerçant de fourrures canadien français de Montréal. La première implantation permanente a été établie sur la rive est de la rivière Huron en 1823 par Thomas Woodruff sous le nom « Woodruff's Grove ». Une deuxième implantation a été fondée en 1825 à l'ouest de la rivière sous le nom « Ypsilanti » en l'honneur de Dimítrios Ypsilántis, un héros dans la guerre d'indépendance grecque. En 1829, le nom de Woodruff's Grove a été changé en Ypsilanti et les deux communautés ont fusionné. Un buste d'Ypsilántis et un drapeau grec se situent encore à côté du château d'eau d'Ypsilanti.

### Histoire industrielle
Ypsilanti a joué un rôle important dans l'histoire de l'industrie automobile. Preston Tucker a conçu et construit les prototypes pour la Tucker '48 à Ypsilanti.
En 1945, Henry Kaiser et Joseph Frazer ont acheté l'usine de bombardiers B-24 Liberator à Willow Run pour construire les voitures Kaiser-Frazer. En 1953, Kaiser a déménagé la fabrication de ses voitures à Toledo après la fusion de Kaiser Motors et Willys-Overland. Par la suite, General Motors a utilisé l'usine jusqu’en 2010.
Ypsilanti est aussi le site de la dernière concession Hudson. Aujourd'hui, cette concession est devenue un musée de l'histoire automobile à Ypsilanti.

## Démographie
| Groupe            | Ypsilanti | Michigan | États-Unis |
| ----------------- | --------- | -------- | ---------- |
| Blancs            | 61,5      | 79,0     | 72,4       |
| Afro-Américains   | 29,2      | 14,2     | 12,6       |
| Métis             | 4,2       | 2,3      | 2,9        |
| Asiatiques        | 3,4       | 2,4      | 4,8        |
| Autres            | 1,1       | 1,5      | 6,4        |
| Amérindiens       | 0,6       | 0,6      | 0,9        |
| Total             | 100       | 100      | 100        |
|                   |           |          |            |
| Latino-Américains | 3,9       | 4,4      | 16,7       |

Selon l'American Community Survey pour la période 2011-2015, 91,43 % de la population âgée de plus de 5 ans déclare parler l'anglais à la maison, 1,59 % déclare parler l'arabe, 1,59 % l'espagnol, 1,11 % une langue africaine, 0,71 % une langue chinoise, 0,65 % le français et 2,91 % une autre langue.

## Personnalités liées à la ville
- Marie Tharp, géologue, cartographe et océanographe américaine née en 1920 ;
- Preston Tucker, constructeur automobile ;
- Jeremy Bastian, auteur de bande dessinée né en 1978 ;
- BabyTron, rappeur né à Ypsilanti en 2000.
- Jalen Chatfield, joueur de hockey

## Source
- (en) Cet article est partiellement ou en totalité issu de l’article de Wikipédia en anglais intitulé « Ypsilanti, Michigan » (voir la liste des auteurs).

1. ↑  (en) « Ypsilanti, MI Population - Census 2010 and 2000 », sur censusviewer.com.
2. ↑  (en) « Population of Michigan - Census 2010 and 2000 », sur censusviewer.com.
3. ↑  (en) « Language spoken at home by ability to speak english for the population 5 years and over », sur factfinder.census.gov.